# Oberstraße 22 (Darmstadt)
Die Hofreite in der Oberstraße 22 ist ein Bauwerk in Darmstadt-Eberstadt.

## Geschichte und Beschreibung
Die Dreiseithofreite wurde in der Mitte des 19. Jahrhunderts umgebaut. Das zweigeschossige Fachwerkhauptgebäude mit einem massiven Erdgeschoss besitzt ein abgewalmtes Mansarddach. Die Hofreite ist mit der Traufseite zur Oberstraße hin orientiert. Im Kern birgt das Fachwerkhaus zwei einzelne, ältere Gebäude. Der Innenhof wird von einem eingeschossigen schmalen Nebengebäude mit Mansarddach und durch eine querstehende Satteldachscheune gefasst. Im Hof gibt es ein historisches Feldsteinpflaster. Erschlossen wird der Innenhof durch die seitliche Hausdurchfahrt. Die Fassade ist heute verputzt.

## Denkmalschutz
Die insgesamt erhaltene Dreiseithofreite ist aus architektonischen und stadtgeschichtlichen Gründen ein Kulturdenkmal.